# Улица Мелитопольских Дивизий (Мелитополь)
Улица Мелитопольских Дивизий (укр. Вулиця Мелітопольських Дивізiй) — улица в Мелитополе. Начинается от улицы Станиславского, возле её перекрёстка с переулком Седовцев, пересекается с Мурманским и Дачным переулками и заканчивается жилмассивом в районе проспекта Богдана Хмельницкого и улицы Дружбы.
Состоит из частного сектора и многоэтажной застройки (в западной части). Покрытие большей частью грунтовое, за исключением небольшого отрезка в районе жилмассива.

## Название
Улица названа в честь 18 соединений и частей 4-го Украинского фронта, которые 23 октября 1943 года за освобождение Мелитополя по приказу Сталина получили звание «Мелитопольских».

## История
20 ноября 1953 года горисполком принял решение о прорезке и наименовании новой улицы — Дачной. Примерно в это же время появился и Дачный переулок, с которым улица пересекается.
31 марта 1975 года на заседании исполкома городского Совета было принято решение о переименовании улицы в честь Мелитопольских дивизий, отличившихся при освобождении города в период Великой Отечественной войны.

## Галерея

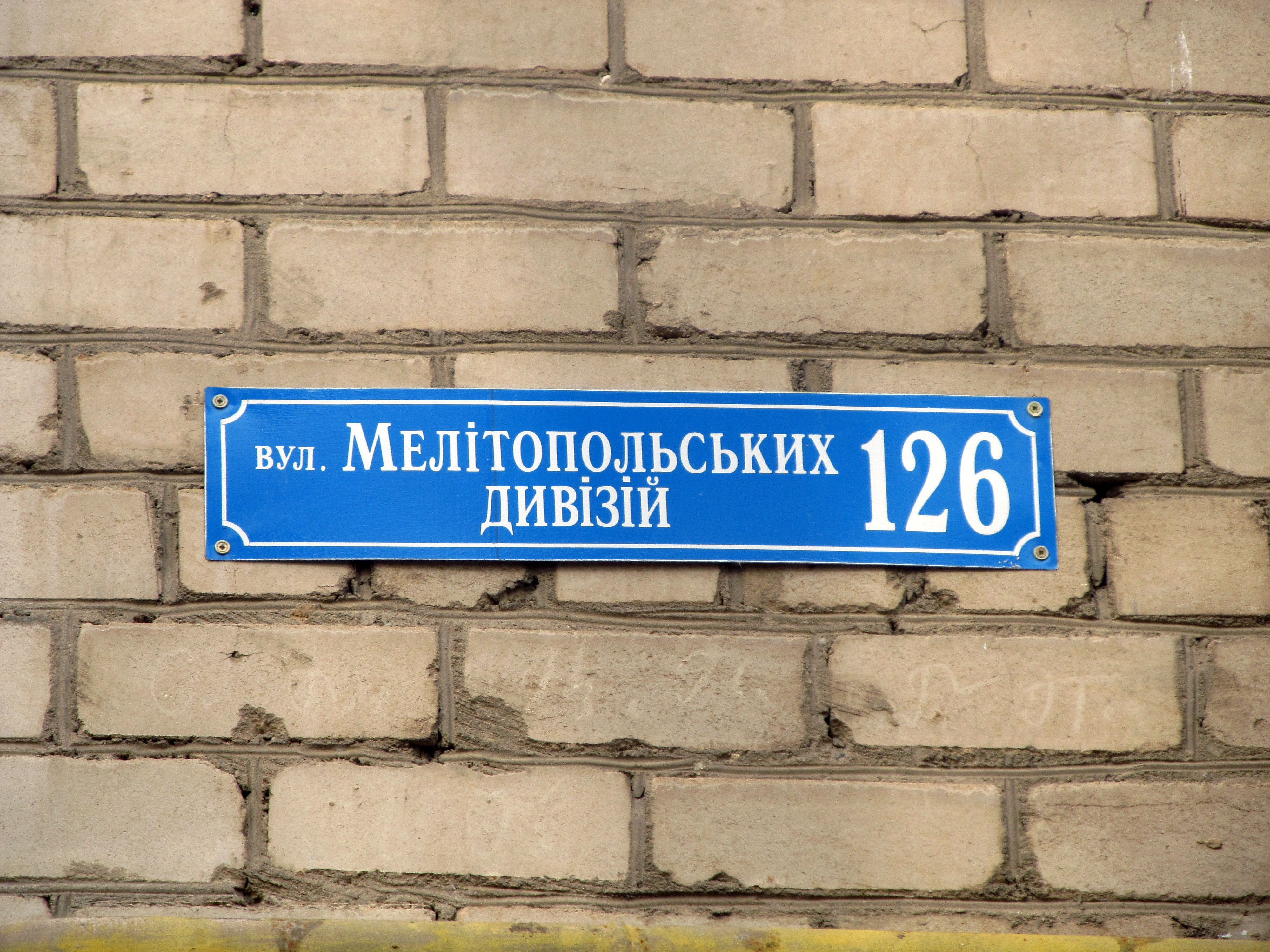
табличка с названием улицы на многоэтажном доме
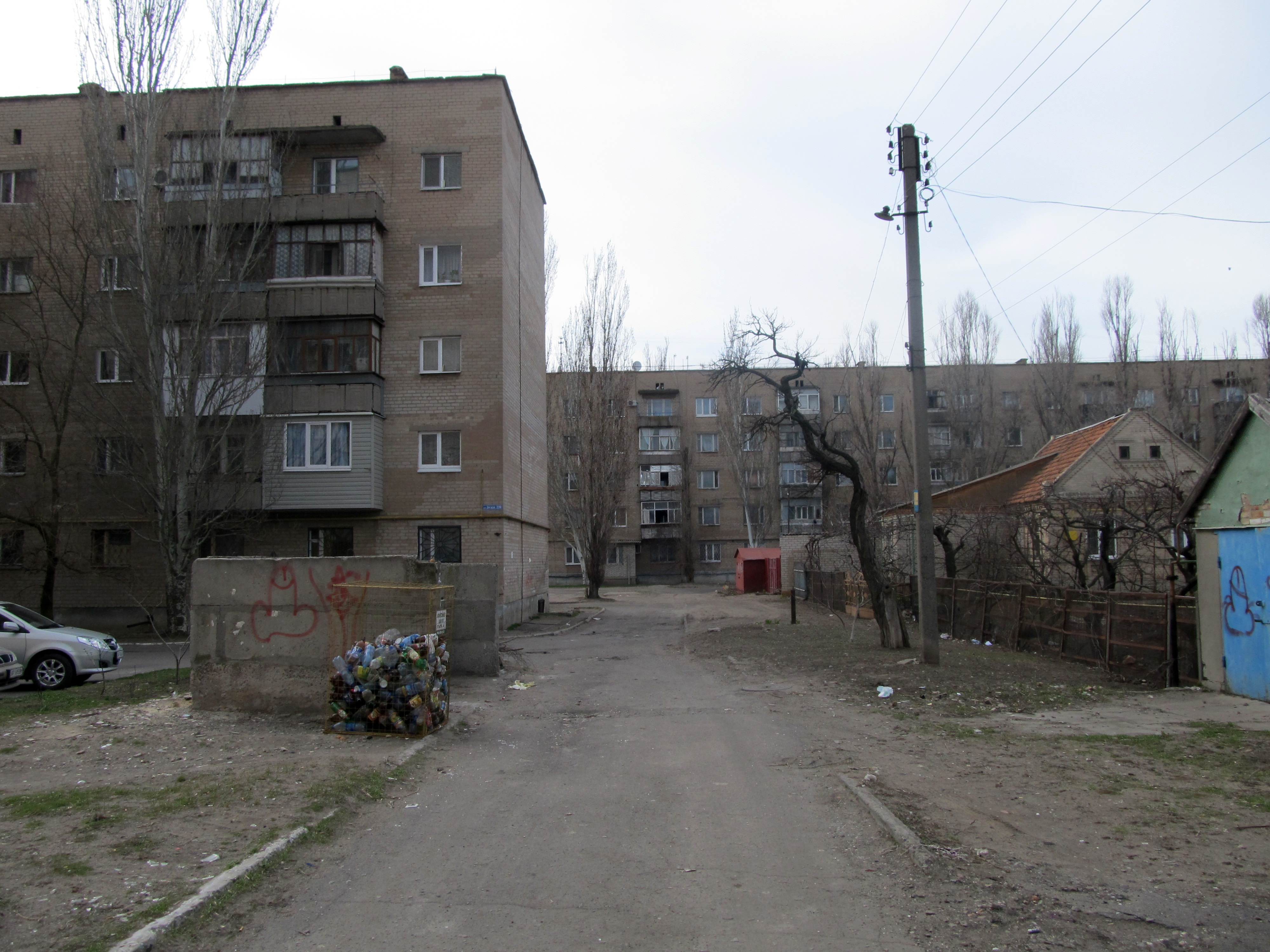
вид на жилмассив
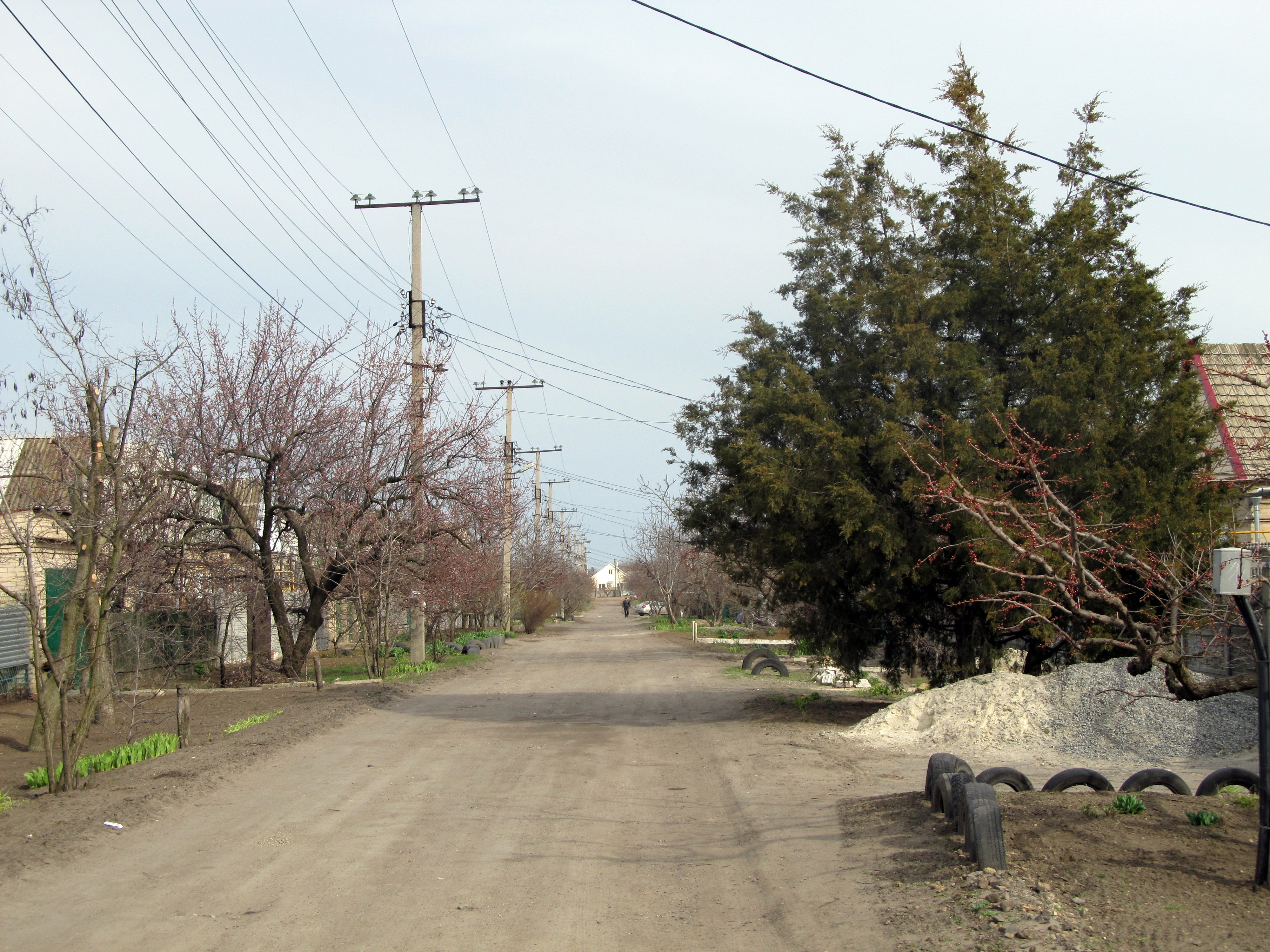
проезжая часть
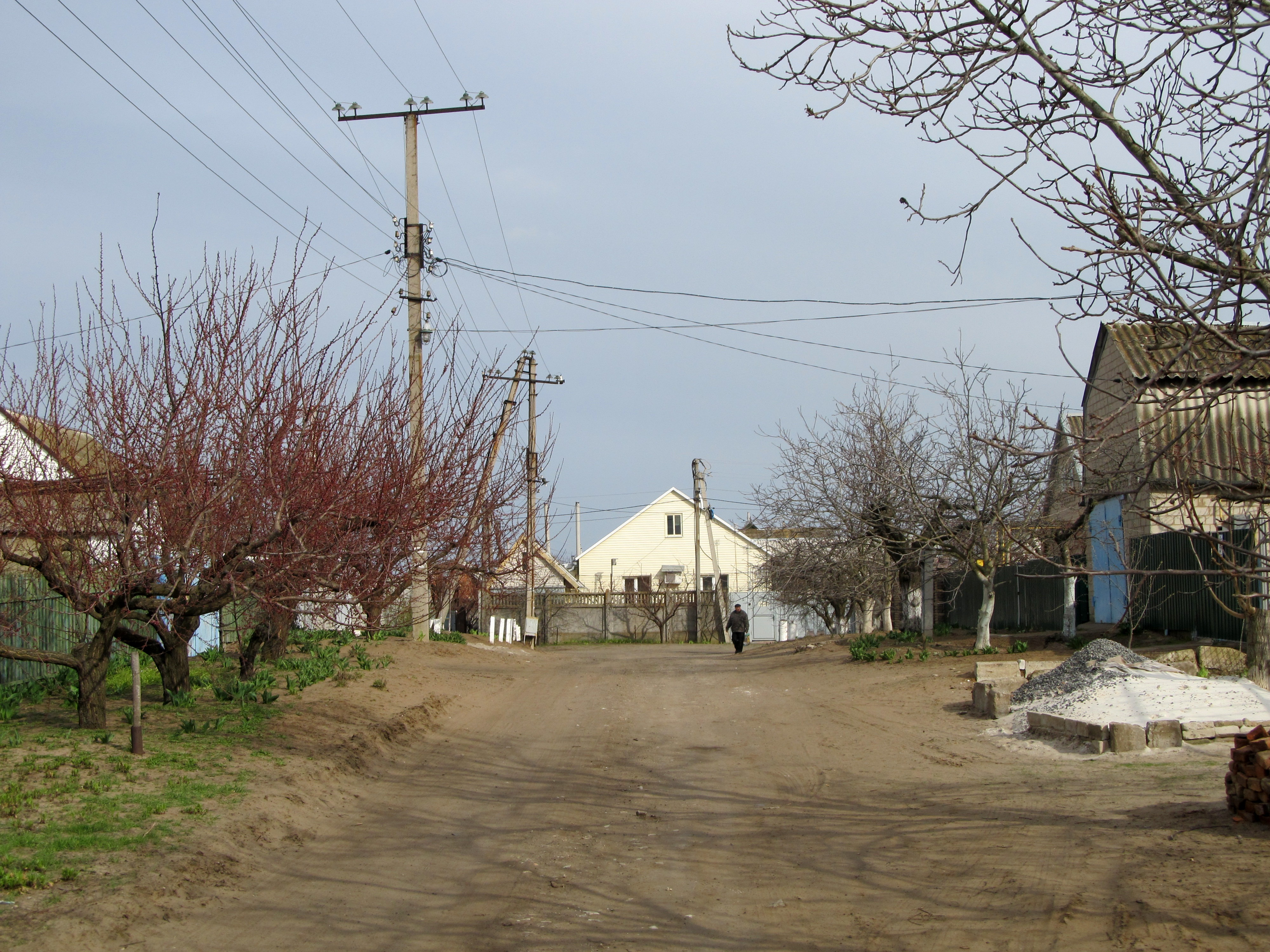
выезд на улицу Станиславского